# Santa María Nduayaco
Santa María Nduayaco är en kommun i Mexiko.   Den ligger i delstaten Oaxaca, i den sydöstra delen av landet, 280 km sydost om huvudstaden Mexico City. Antalet invånare är 550.